# Langesund
59°00′12″N 9°44′29″Ø / 59.00333°N 9.74139°Ø
Langesund er en by i Bamble kommune i Vestfold og Telemark fylke i Norge. Langesund ligger helt yderst ved grænsen mellem Ydre Oslofjord og Skagerrak ved indsejlingen til Frierfjorden. Langesund ligger på en halvø og har cirka 5.500 indbyggere.

## Langesund kommune
Langesund er også navn på en tidligere kommune i Telemark. Bykommunen Langesund blev oprettet i 1837, efter at stedet havde været ladested fra 1765. I 1964 blev kommunerne Langesund og Stathelle slået sammen med Bamble kommune.

## Historie og erhvervsliv
Historisk set er Langesund en by med lange maritime traditioner og var tidligt en af Norges vigtigste byer indenfor skibsfart.
Langesund blev toldsted i 1570 og var i 1580'erne den største udførselshavn for trælast i Norge. Fra 1602 til omkring 1635 drev nederlændere et saltværk, som kong Christian 4. byggede på Langøya for at rense importeret salt. I slutningen af 1600-tallet startede et stort skibsbyggeri, og da trælasten ophørte, blev skibsbygning og søfart de vigtigste erhverv i byen.
Toldstedet Langesund blev nedlagt i 1962.
Siden 2006 har Kystlink drevet passagerfærge mellem Langesund og Hirtshals i Danmark og Strömstad i Sverige.

## Sommerbyen
Langesund er den kystby i Norge, som har flest soldage om året, og fra maj til august blomstrer kulturlivet med koncerter og festivaler, som præger bybilledet. Hver sommer arrangeres der blandt andet fiskefestival og shantyfestival. Bob Dylan og a-ha spillede på Wrightegaarden, byens kulturhus og koncertscene i 2001. Også andre store artister som Little Richard, B.B. King, Elton John og mange andre har spillet i Langesund.

### Festivaler
- Shanty-festivalen
- Langesund fiskefestival

## Severdigheder
- Langesund kirke
- Langøytangen fyr
- Wrightegaarden
- Tangen fort

## Kendte personer fra Langesund
- Atle Selberg, matematiker
- Vidar Busk, bluesmusiker